# 남은데벨레어
남은데벨레어(isiNdebele 또는 Southern Ndebele)는 반투어군에 속하는 언어로 남아프리카 공화국의 남은데벨레족들에 의해 사용된다. 남아프리카 공화국에서는 공용어 중 하나로 지정되어 있으며 짐바브웨와 보츠와나에도 화자가 있다. 화자는 110만명 정도이다.